# Карл Йоганн Август Мюллер
Карл Йоганн Август Мюллер (нім. Karl Johann August Müller або нім. Müller von Halle, 1818—1899) — німецький натураліст.

## Біографія
Карл Йоганн Август Мюллер народився 16 грудня 1818 року в Альштедті, земля Саксонія-Ангальт.
Мюллер отримав освіту фармацевта, до 1843 він працював в аптеках в декількох містах у Німеччині. У 1843 році він переїхав до Галле, де в університеті Галле (з 1843 до 1846) вивчав ботаніку. 
У 1843 році він став помічником редактора Botanische Zeitung, а у 1852 був одним із засновників журналу Die Natur. За свою кар'єру він зібрав гербарій мохів, що складається з 12 000 бріологічних видів.
У 1847 році він розпочав публікувати працю «Synopsis muscorum frondosorum» (2 т., Берлін, 1849—1851), яка принесла йому популярність.
Відомо, що Мюллер не поділяв ідеї Чарльза Дарвіна.
Карл Йоганн Август Мюллер помер 9 лютого 1899 у Галле.

## Окремі наукові праці
- Deutschlands Moose (Галле, 1853),
- Das Buch der Pflanzenwelt. Versuch einer kosmischen Botanik (2 т., Лейпциг, 1857; 2 изд., 1869),
- Der Pflanzenstaat, Entwurf einer Entwickelungsgeschichte des Pflanzenreichs (Лейпциг, 1860),
- Wanderungen durch die grune Natur (Берлін, 1850;
  - второе издание под название Das Kleid der Erde, Лейпциг, 1873),
- Ansichten aus den deutschen Alpen (Галле, 1858).